# Brachyauchenus
Brachyauchenus är ett släkte av insekter. Brachyauchenus ingår i familjen vårtbitare.
Kladogram enligt Catalogue of Life:
| Brachyauchenus | \| \| Brachyauchenus castaneus \| \| \| \| \| \| Brachyauchenus festae \| \| \| \| \| \| Brachyauchenus minutus \| \| \| \| |
|                | \| \| Brachyauchenus castaneus \| \| \| \| \| \| Brachyauchenus festae \| \| \| \| \| \| Brachyauchenus minutus \| \| \| \| |
|                | Brachyauchenus castaneus |
|                | |
|                | Brachyauchenus festae |
|                | |
|                | Brachyauchenus minutus |
|                | |